# برادلي غرايسون
برادلي غرايسون (بالإنجليزية: Bradley Grayson)‏ (2 يناير 1993 بدونكاستر في المملكة المتحدة - ) هو لاعب كرة قدم بريطاني في مركز الهجوم. لعب مع نادي دونكاستر روفرز وفريكلي أثلتيك ‏ وماتلوك تاون ‏ وStocksbridge Park Steels F.C. ‏ وMickleover F.C. ‏ وLoyola F.C. ‏ وÅnge IF ‏.

## وصلات خارجية
- برادلي غرايسون على موقع قاعدة بيانات كرة القدم.إي يو (الإنجليزية)
- برادلي غرايسون على موقع Soccerbase.com (لاعب) (الإنجليزية)